# Cameron Dummigan
Cameron Dummigan (Lurgan, Észak-Írország, 1996. június 6. –) északír labdarúgó, aki jelenleg a Burnleyben játszik, hátvédként.

## Pályafutása

### Burnley
Dummigan a Sunnyside nevű ificsapatban játszott, mielőtt csatlakozott volna a Cliftonville ifiakadémiájához. 2012 júliusában felfigyelt rá az angol másodosztályban szereplő Burnley, mely két évre szóló ifiszerződést adott neki. Jól szerepelt első szezonjában, az ifik között elnyerte az év legjobbjának járó díjat. A 2013/14-es szezonban felkerült a tartalékok közé, és a Watford, valamint a Southampton ellen leülhetett a cserepadra az első csapatnál, de játéklehetőséget nem kapott. 2014 áprilisában megkapta első, 2016-ig szóló profi szerződését a csapattól.
2014 nyarán felkerült az első csapat keretébe, miután a klub feljutott a Premier League-be. A Chelsea ellen bekerült a meccskeretbe, de végig a cserepadon ült. Játéklehetőséget továbbra is csak a tartalékok között és a barátságos mérkőzéseken kapott. A 2015/16-os idény elején Tendayi Darikwa cseréje lett a jobbhátvéd poszton, Matt Lowton sérülése miatt, de ismét csak a cserepadig jutott. 2015 októberében kölcsönvette a harmadosztályban szereplő Oldham Athletic, ahol egy Gillingham elleni találkozón debütált, végigjátszva a találkozót.

## Válogatott pályafutása
Dummigan az U17-es, az U19-es és U21-es északír válogatottakban is lehetőséget kapott.